# Rivière Grand Calder
Pour les articles homonymes, voir Calder.
La rivière Grand Calder est un affluent de la Grande rivière Noire (fleuve Saint-Jean), traversant les municipalités de Sainte-Perpétue (L'Islet) et de Sainte-Félicité (L'Islet), dans L'Islet (municipalité régionale de comté), dans la région administrative de Chaudière-Appalaches, au Sud du Québec, au Canada.
La partie supérieure du sous-bassin versant de la « rivière Grand Calder » est accessible par le chemin du lac-Clair à partir du chemin du rang Terrebonne.

## Hydrographie
La « Rivière Grand Calder » prend sa source à l’embouchure du lac Clair (longueur : 0,7 km ; altitude : 417 m) dans le canton de Garneau dans la partie ouest de la municipalité de Sainte-Perpétue (L'Islet), dans les Monts Notre-Dame. La villégiature s'est développé autour du lac. L’embouchure au Nord-Est du lac est situé à :
- 1,8 km au Sud-Est de la limite de la municipalité de Tourville ;
- 10,4 km à l’Ouest du centre du village de Sainte-Perpétue (L'Islet) ;
- 16,4 km à l’Est du centre du village de Saint-Cyrille-de-Lessard ;
- 21,9 km au Nord-Ouest de la frontière canado-américaine ;
- 24,0 km au Sud-Est du littoral Sud-Est du fleuve Saint-Laurent.

À partir du lac Claire, la « Rivière Grand Calder » coule sur 17,2 km au Québec, selon les segments suivants :
- 3,9 km vers le Sud-Est dans Sainte-Perpétue (L'Islet), jusqu'au chemin du rang Terrebonne ;
- 1,6 km vers le Sud-Est, jusqu'à la limite de la municipalité de Sainte-Félicité (L'Islet) ;
- 1,9 km vers le Sud-Est dans Sainte-Félicité (L'Islet), jusqu'au chemin du rang Taché Ouest ;
- 3,9 km vers le Sud-Est en passant dans une étroite zone de marais à l'Ouest du village de Sainte-Félicité (L'Islet), jusqu'à la route principale (route 216) ;
- 1,1 km vers le Sud-Est, jusqu'à la confluence de rivière de la Savane (rivière Grand Calder) (venant du Sud-Ouest) ;
- 1,4 km vers le Sud-Est, jusqu'à la limite Nord-Ouest du canton de Casgrain ;
- 3,0 km vers le Sud dans le canton de Gasgrain, en serpentant jusqu’au chemin du rang Saint-Camille ;
- 0,4 km vers le Sud, en traversant les « rapides du Jarret d’Orignal », jusqu’à la confluence de la rivière[2].

La Rivière Grand Calder se déverse dans un coude de rivière sur la rive Nord de la Grande rivière Noire (fleuve Saint-Jean) dans le canton de Casgrain de Sainte-Félicité (L'Islet). Cette confluence est située à :
- 3,9 km au Sud du centre du village de Sainte-Félicité (L'Islet) ;
- 5,8 km au Nord-Ouest de la frontière canado-américaine (Québec-Maine).

À partir de la confluence de la « Rivière Grand Calder », la Grande rivière Noire (fleuve Saint-Jean) coule vers le Sud-Est et vers l’Est jusqu’à la rive Ouest du fleuve Saint-Jean. Ce dernier coule vers l'Est et le Nord-Est en traversant le Maine, puis vers l'Est et le Sud-Est en traversant le Nouveau-Brunswick. Finalement le courant se déverse sur la rive Nord de la Baie de Fundy laquelle s’ouvre vers le Sud-Ouest sur l’Océan Atlantique.

## Toponymie
Le toponyme "Rivière Grand Calder" a été officialisé le 5 décembre 1968 à la Commission de toponymie du Québec.